# Shaka insignis
Shaka insignis är en fjärilsart som beskrevs av Butler 1881. Shaka insignis ingår i släktet Shaka och familjen tandspinnare. Inga underarter finns listade i Catalogue of Life.